# 10 000 meter för herrar i friidrott vid olympiska sommarspelen 2020
Herrarnas 10 000 meter vid olympiska sommarspelen 2020 avgjordes den 30 juli 2021 på Tokyos Olympiastadion i Japan. 25 deltagare från 15 nationer deltog i tävlingen. Det var 25:e gången grenen fanns med i ett OS och den har funnits med i varje OS sedan 1912.
Selemon Barega från Etiopien tog guld efter ett lopp på tiden 27.43,22. Silvermedaljen togs av ugandiska Joshua Cheptegei på säsongsbästat 27.43,63 och bronsmedaljen gick till hans landsman Jacob Kiplimo som sprang i mål på 27.43,88.

## Rekord
Innan tävlingens start fanns följande rekord:
| Världsrekord     | Joshua Cheptegei (UGA) | 26.11,00 | Valencia, Spanien | 7 oktober 2020  |
| Olympiskt rekord | Kenenisa Bekele (ETH)  | 27.01,17 | Peking, Kina      | 17 augusti 2008 |

| Område                                   | Tid           | Idrottare             | Nation         |
| ---------------------------------------- | ------------- | --------------------- | -------------- |
| Afrika                                   | 26.11,00 0VR0 | Joshua Cheptegei      | Uganda         |
| Asien                                    | 26.38,76      | Ahmad Hassan Abdullah | Qatar          |
| Europa                                   | 26.46,57      | Mo Farah              | Storbritannien |
| Nordamerika, Centralamerika och Karibien | 26.44,36      | Galen Rupp            | USA            |
| Oceanien                                 | 27.22,55      | Patrick Tiernan       | Australien     |
| Sydamerika                               | 27.28,12      | Marilson dos Santos   | Brasilien      |

## Schema
Alla tider är UTC+9.
| Datum               | Tid   | Omgång |
| ------------------- | ----- | ------ |
| Fredag 30 juli 2021 | 19:00 | Final  |

## Final
| Placering | Idrottare           | Nation         | Tid      | Noteringar |
| --------- | ------------------- | -------------- | -------- | ---------- |
| 1         | Selemon Barega      | Etiopien       | 27.43,22 |            |
| 2         | Joshua Cheptegei    | Uganda         | 27.43,63 | 0SB0       |
| 3         | Jacob Kiplimo       | Uganda         | 27.43,88 |            |
| 4         | Berihu Aregawi      | Etiopien       | 27.46,16 |            |
| 5         | Grant Fisher        | USA            | 27.46,39 |            |
| 6         | Mohammed Ahmed      | Kanada         | 27.47,76 | 0SB0       |
| 7         | Rodgers Kwemoi      | Kenya          | 27.50,06 |            |
| 8         | Yomif Kejelcha      | Etiopien       | 27.52,03 |            |
| 9         | Rhonex Kipruto      | Kenya          | 27.52,78 |            |
| 10        | Morhad Amdouni      | Frankrike      | 27.53,58 |            |
| 11        | Yemaneberhan Crippa | Italien        | 27.54,05 | 0SB0       |
| 12        | Aron Kifle          | Eritrea        | 28.04,06 |            |
| 13        | Carlos Mayo         | Spanien        | 28.04,71 |            |
| 14        | Marc Scott          | Storbritannien | 28.09,23 |            |
| 15        | Woody Kincaid       | USA            | 28.11,01 |            |
| 16        | Joe Klecker         | USA            | 28.14,18 |            |
| 17        | Akira Aizawa        | Japan          | 28.18,37 | 0SB0       |
| 18        | Isaac Kimeli        | Belgien        | 28.31,91 |            |
| 19        | Patrick Tiernan     | Australien     | 28.35,06 | 0SB0       |
| 20        | Weldon Langat       | Kenya          | 28.41,42 |            |
| 21        | Julien Wanders      | Schweiz        | 28.55,29 | 0SB0       |
| 22        | Tatsuhiko Ito       | Japan          | 29.01,31 |            |
| 23        | Kieran Tuntivate    | Thailand       | 29.01,92 |            |
| —         | Sam Atkin           | Storbritannien | 0DNF0    |            |
| —         | Stephen Kissa       | Uganda         | 0DNF0    |            |